# Uccisione di Abele
L'Uccisione di Abele è un affresco (300x300 cm) attribuito al Maestro di Isacco (forse il giovane Giotto), databile al 1291-1295 circa e situato nella fascia superiore della parete destra della Basilica superiore di Assisi.

## Descrizione e stile
La scena, nella metà destra della lunetta della pareste destra nella quarta campata, è quasi completamente perduta e il tema è deducibile solo attraverso la logica della sua collocazione. Resta un frammento di paesaggio al centro dell'affresco, con due profili di colli declinanti, che Gnudi lesse come "i primi commossi sguardi [di Giotto] sulla natura". a sinistra si vedono le gambe di un uomo che si allontana, probabilmente Caino, lasciando un'altra persona a terra, Abele (se ne intravedono le mani e pochi altri particolari).
Come le vicine scene di Giuseppe calato nel pozzo e del Ritrovamento della coppa nel sacco di Beniamino, anche questa è infatti attribuita al Maestro di Isacco, sotto il quale potrebbe celarsi il giovane Giotto.